# Sint-Nikolaaskerk (Souxhon)

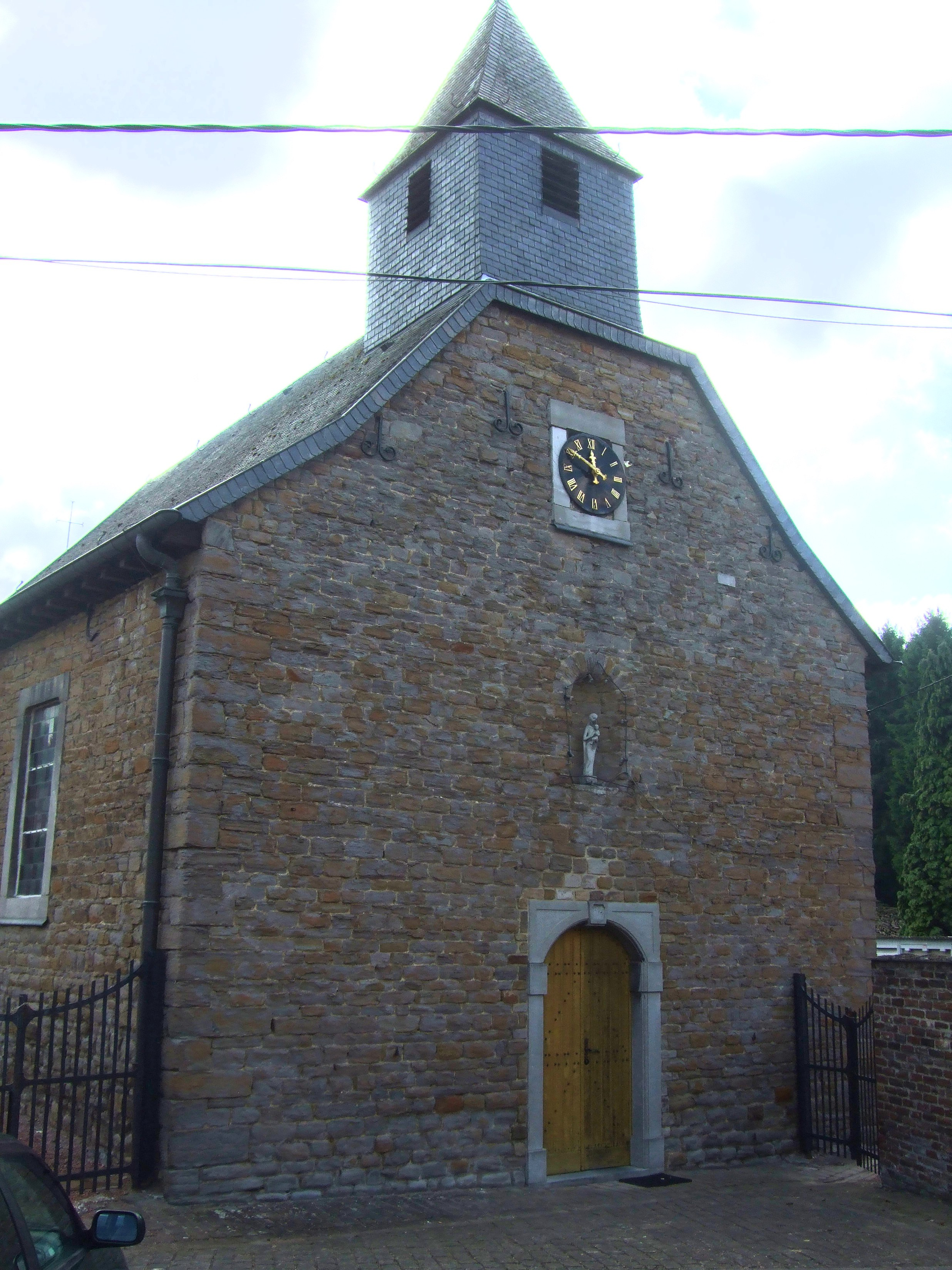
Sint-Nikolaaskerk

De Sint-Nikolaaskerk (Église Saint-Nicolas) is de parochiekerk van Souxhon, behorende tot de gemeente Flémalle in de provincie Luik, gelegen aan de Route de Souxhon 258.

## Beschrijving
Het is een eenvoudig kerkje onder wolfsdak met vierkant, met leien bedekt, dakruitertje. Deze kerk is gebouwd in 1745. Het gebouw is opgetrokken van blokken kolenzandsteen en kalksteen. Een nis boven de ingang bevat een beeldje van de Madonna met Kind. De toegangspoort is in 1959 toegevoegd.
De kerk bevat een hoofdaltaar van 1622, een communiebank van 1786, afkomstig van de kerk van Opitter, de houten balustrade van het doksaal van 1780, een biechtstoel uit het midden van de 18e eeuw en kerkbanken van 1745.
Het kerkje wordt omringd door een kerkhof.